# Prezident Severní Makedonie
Prezident Severní Makedonie je vrchní představitel Severní Makedonie. Severomakedonskou prezidentkou je od roku 2024 Gordana Siljanovská-Davková. 
Je volen na pětileté funkční období v prezidentských volbách, ve kterých mohou volit všichni občané Severní Makedonie starší 18 let. Prezidentský úřad smí zastávat nejvíce dvě po sobě jdoucí volební období. Prezident má v Severní Makedonii omezené pravomoci, neboť země je parlamentní republikou. Prezidentské sídlo se nachází v hlavním městě Skopje.
Úřad severomakedonského prezidenta byl vytvořen v dubnu 1991, tedy krátce před tím než země vůbec vyhlásila nezávislost. Prvním prezidentem země byl v letech 1991 až 1999 Kiro Gligorov. V květnu 2024 byla do prezidentského úřadu zvolena vůbec první žena – Gordana Siljanovská-Davková.